# Dennison (Ohio)

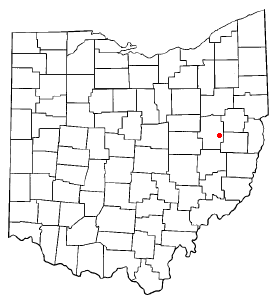
Dennison na planie stanu Ohio

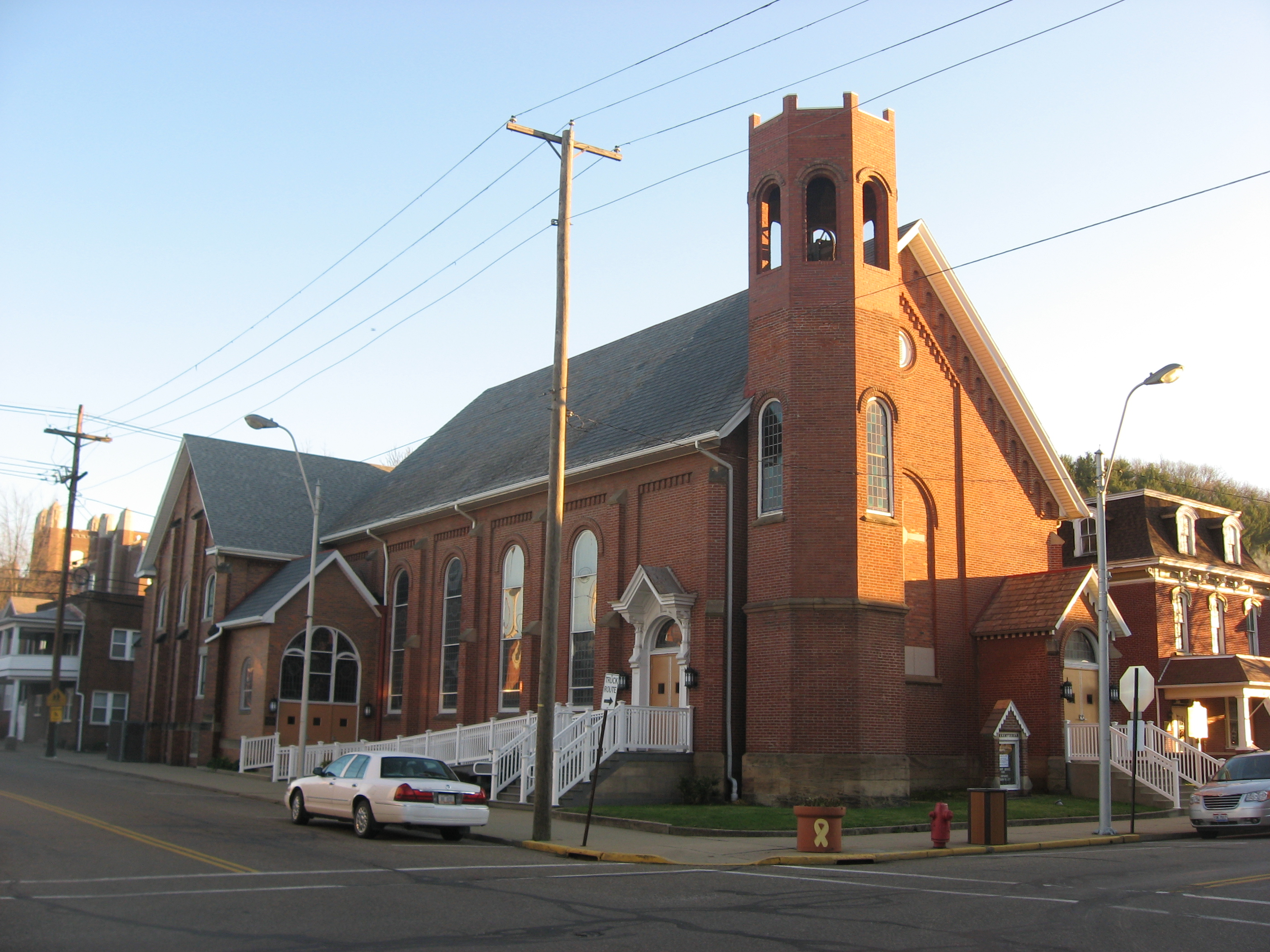
Dennison - historyczny kościół z roku 1870

Dennison – wieś w USA, w stanie Ohio, w hrabstwie Tuscarawas. Wieś oficjalnie powstała w roku 1873 i została nazwana od nazwiska gubernatora Ohio Williama Dennisona. Aktualnie burmistrzem wsi jest Tim Still.
W roku 2010, 26,6% mieszkańców było w wieku poniżej 18 lat, 8,3% było w wieku od 18 do 24 lat,  27,7% miało od 25 do 44 lat, 25,3% miało od 45 do 64 lat, 12,2% było w wieku 65 lat lub starszych. We wsi było 48,8% mężczyzn i 51,2% kobiet.
Liczba mieszkańców w 2010 roku wynosiła 2655, a w roku 2012 wynosiła 2639.
W miejscowości w nieczynnym dworcu kolejowym znajduje się muzeum Dennison Railroad Depot Museum.